# Brownlee Park
Brownlee Park es un lugar designado por el censo ubicado en el condado de Calhoun en el estado estadounidense de Míchigan. En el Censo de 2010 tenía una población de 2108 habitantes y una densidad poblacional de 400,15 personas por km².

## Geografía
Brownlee Park se encuentra ubicado en las coordenadas 42°19′42″N 85°8′1″O / 42.32833, -85.13361. Según la Oficina del Censo de los Estados Unidos, Brownlee Park tiene una superficie total de 5.27 km², de la cual 5.2 km² corresponden a tierra firme y (1.38%) 0.07 km² es agua.

## Demografía
Según el censo de 2010, había 2108 personas residiendo en Brownlee Park. La densidad de población era de 400,15 hab./km². De los 2108 habitantes, Brownlee Park estaba compuesto por el 91.22% blancos, el 2.13% eran afroamericanos, el 0.57% eran amerindios, el 0.43% eran asiáticos, el 0.09% eran isleños del Pacífico, el 1.66% eran de otras razas y el 3.89% pertenecían a dos o más razas. Del total de la población el 5.5% eran hispanos o latinos de cualquier raza.